# Mary Ball

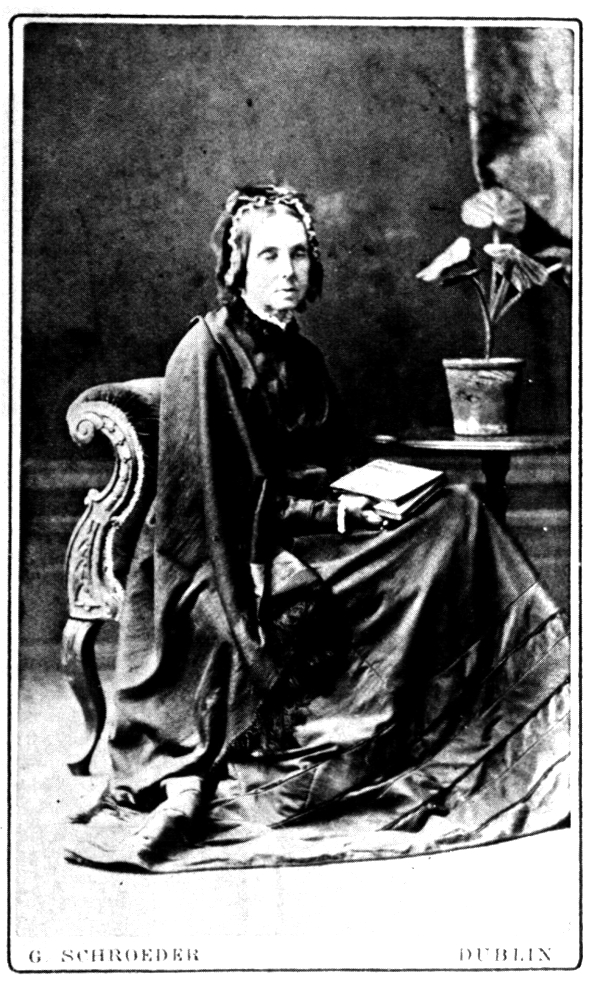
Mary Ball.

Mary Ball (1812 – 1892) foi uma naturalista e entomologista da Irlanda.